# James Madison
 Ikke at forveksle med James Maddison.
James Madison, (født 16. marts 1751, død 28. juni 1836) var USA's 4. præsident 1809 – 1817. Madison blev født i en overklassefamilie i Virginia, hvor familien havde en tobaksplantage. Han studerede græsk og latin ved Princeton University og blev sideløbende inspireret af de europæiske oplysningsfilosoffer.
Madison blev viklet ind i uafhængighedsbevægelsen og påbegyndte en politisk karriere. Han var en af hovedkræfterne bag USA's forfatning fra 1787, som blandt andet bygger på Montesquieus tanker om magtens tredeling. I debatten om forfatningen var Madison i høj grad på den føderalistiske side, mens Thomas Jefferson var mere pragmatisk. I dag anses Madison som en stor forfatningsteoretiker.
I 1789 blev han valgt ind i Repræsentanternes Hus, og i 1801 blev han udenrigsminister. Før han blev præsident, medvirkede han ved udarbejdelsen af the Bill of Rights fra 1791.
Som præsident videreførte Madison i store træk Jeffersons politiske linje. I 1812 så han sig imidlertid nødsaget til at erklære Storbritannien krig – delvist pga. pres fra baglandet. Tre år senere blev der sluttet fred i Gent, uden at amerikanerne eller briterne havde opnået noget særligt. 
Efter præsidentperioden trak han sig tilbage til Virginia, men deltog stadig i den offentlige debat til sin død.

## Links
- James Madison på MetaLibri